# Jennifer Lopez
Jennifer Lynn Lopez (New York, 24 juli 1969) is een Amerikaanse zangeres, actrice, danseres, ontwerpster en mode-icoon. Ze is ook bekend onder haar bijnaam J.Lo.

## Biografie

### Beginjaren
Lopez' ouders, de computermonteur David López en de peuterleidster Guadalupe Rodríguez, zijn afkomstig uit hetzelfde dorp in Puerto Rico. Ze leerden elkaar echter pas kennen toen ze beiden naar Castle Hill in de Bronx in New York verhuisden. De twee kregen samen drie dochters. De kinderen kregen een katholieke opvoeding, mochten geen lessen missen en werden aangespoord zo veel mogelijk in het Engels te communiceren, zodat ze later meer kans zouden hebben op een goede baan. Haar moeder draaide thuis vaak salsa- en latinmuziek. Ze moedigde Jennifer aan danslessen te nemen.
Lopez financierde op haar 16e zelf haar dans- en zanglessen en stopte met de middelbare school. Ze werkte eerst nog met succes bij een advocatenkantoor, maar ging na haar werk vaker naar haar zang/dans/acteerlessen. Later ging ze niet meer zo veel naar haar werk en was ze vaker 's nachts op pad om in nachtclubs te dansen. Lopez' moeder had dit door en was bang dat ze aan verkeerde invloeden zou worden blootgesteld. Ze gaf Lopez de keus: het huis uit of blijven en niet meer naar de nachtclubs en danslessen gaan. Ze ging uit huis en sliep op verschillende plekken; ze vond het een rottijd, totdat ze kon intrekken bij haar dansleraar. Ze kreeg door het vele werk in dansclubs aanbiedingen om in muziekvideo's als achtergronddanseres te spelen, onder andere in een clip van MC Hammer.
In het live comedyprogramma In Living Color kwam een plek vrij als danseres. Ze moest overvliegen naar Los Angeles voor opnamen van de show. Ze kreeg ruzie met een van de danseressen en ging weg na het tweede seizoen. Daarna deed ze een musicaltournee door Europa. Ze kreeg rollen aangeboden in sitcoms zoals South Central, Second Chances, Nurses on the Line: The Crash of Flight 7 en Hotel Malibu. Haar carrière maakte een sprong toen ze in 1993 door Janet Jackson als achtergronddanseres gevraagd werd in haar videoclip That's the Way Love Goes. Ze mocht daarna op wereldtournee, maar dat zei ze af, omdat ze een filmrol kreeg aangeboden.

### Films
Ze begon haar filmcarrière in 1995 met de Spaanse film Mi Familia (Mijn Familie). Het was geen groot succes. Ook speelde ze al in het begin van haar carrière samen met Wesley Snipes in Money Train. Daarna speelde ze in 1996 in Jack en samen met Jack Nicholson in Blood And Wine. Ze brak door in de film Selena, waar de einddagen van de Mexicaanse zangeres werden gefilmd. Lopez vertolkte de titelrol en werd door haar salaris van 1.000.000 dollar de best betaalde latin-actrice. Ze werd genomineerd voor een Golden Globe, maar kreeg de prijs niet. Daarna speelde ze in de film Out of Sight samen met George Clooney. Eind jaren 90 piekte zowel haar muziek- als haar filmcarrière.
Lopez speelde aan het begin van de 21e eeuw in onder andere The Cell, Maid in Manhattan en The Wedding Planner. Haar salaris is door de jaren heen flink omhoog gegaan. Ze is nog steeds de best betaalde latin-actrice en qua salaris zit ze op vergelijkbare hoogte met bijvoorbeeld Julia Roberts. In 2003 kwamen de films Gigli en Jersey Girl uit, allebei samen met Ben Affleck, met wie ze een relatie had. Die films flopten in de V.S. en kregen veel kritiek. In Nederland kwam de film Gigli door slechte verkoopcijfers alleen op dvd uit. Shall We Dance? (Richard Gere, Susan Sarandon) en An Unfinished Life (Robert Redford, Morgan Freeman) kregen redelijke reviews.
Ze bereikte ook weer een kassucces met Monster-in-Law (2005), samen met Jane Fonda en Michael Vartan. Lopez speelde daarop in Bordertown en El Cantante. Hierin speelde Lopez samen met Marc Anthony: hij als de overleden salsazanger Hector Lavoe en zij als zijn vrouw Puchi. Lopez co-produceerde allebei de voorgaande films. In 2007 produceerde Lopez Feel the Noise, een film over een jongen die zanger/rapper wil worden (gespeeld door R&B-zanger Omarion). In 2013 speelde ze naast Jason Statham in de actiefilm Parker.

### Muziek
Vroeger danste Lopez op tafel in haar ouderlijk huis en ze was gek op salsamuziek, maar ook op andere stijlen. Door haar bekendheid als actrice kreeg ze een platencontract bij Epic/Sony, wat resulteerde in vele nummer 1-hits en miljoenen fans. In 1999 kwam haar eerste album On the 6 uit. Dit album werd mede-geproduceerd door Cory Rooney, die later ook andere albums van Lopez zou produceren. Als eerste single verscheen If you had my love, die meteen doorschoot naar de eerste plaats van vele charts rond de wereld, waaronder in de VS. Ook enkele volgende singles, zoals Waiting for Tonight en Let's get loud, werden hits.
Begin 2001 kwam haar tweede album J.Lo uit. De naam van het album was door fans verzonnen. Op dit album stonden de singles Love don't cost a thing, Play, I'm real en Ain't it funny. Lopez zat in haar glorieperiode maar vond dat zelf niet genoeg. In 2002 kwam een remixalbum uit, getiteld J to the L-O: The remixes. Van de singles van haar vorige album I'm real en Ain't it funny liet Lopez remixes maken door Murder Inc. Door Ja Rule, Lopez zelf en Ashanti werden zowel de teksten als de melodielijnen compleet veranderd, net zoals andere songs van haar twee voorgaande albums. De remixes werden dance-hits en Lopez kreeg hierdoor een aantal nieuwe fans.
Eind 2002 kwam het album This is Me... Then uit. Het album bestond compleet uit soul, hiphop en R&B. De eerste single die uitkwam was de controversiële single Jenny From The Block, waar de zangeres beweert dat ze gewoon gebleven is. Op het album staat onder meer All I Have met LL Cool J. Verder kwamen de singles I'm Glad en Baby I Love U! uit.
Na een pauze van Lopez in de muziekindustrie kwam in het begin van 2005 het album Rebirth uit. Aan dit album werkten producers als Rich Harrison (Beyonce Crazy In Love) en Timbaland mee. Het hele album had een 'jazzy vibe', net als de eerste single Get right, die in meerdere landen nummer 1 behaalde. Ondanks dit succes werd het album wereldwijd geen succes. Er werden twee miljoen stuks van verkocht. De daaropvolgende single met Fat Joe (Hold You Down) flopte, iets wat de verkoopcijfers van het album geen goed deed. Rebirth wordt gezien als Lopez' minst gewaardeerde album tot nu toe.
Op 27 maart 2007 kwam in Europa Como ama una mujer uit. Een Spaanstalig album, mede-geproduceerd door Emilio Estéfan, Julio Reyes, Marc Anthony en Lopez zelf. Ook werkte Argentijns latinrock-artiest Fito Páez aan de single Qué hiciste. De single en het album waren vooral gericht op haar Latijns-Amerikaanse publiek, maar werden ook gepromoot in de rest van de wereld. In februari 2007 werd Que Hiciste uitgezonden op zenders in Amerika en het steeg langzaam naar de nummer 1 op de Hot Latin Tracks Chart van Billboard, net zoals haar album. De single werd ook een succes in Zuid-Amerika en de zuidelijke delen van Europa. De muziekvideo van Que Hiciste is geregisseerd door Michael Hausmann. Het Spaanse album heeft Lopez zelf bekostigd en is opgenomen van 2004 tot 2006. Het bevat ook tracks met muziek van het London Symphony Orchestra.
Op 9 oktober 2007 kwam haar zesde album Brave uit. In september 2007 verscheen de eerste single Do it well, met een door David La Chapelle geregisseerde videoclip. Na Do it well verscheen de tweede single Hold it don't drop it. Lopez en Anthony begonnen op 29 september met hun tournee door Amerika genaamd: 'ING Presents Jennifer Lopez & Marc Anthony en Concierto'. Van ieder verkocht ticket ging een dollar naar het 'ING Run for Something Better'-fonds, waarmee op basisscholen in achtergestelde wijken hardloopclinics worden gefinancierd.
In 2011 brak het nummer On the floor, een samenwerking met rapper Pitbull, internationaal door. Het bereikte de zevende plaats in de Nederlandse Top 40 en werd haar eerste nummer 1-hit in Vlaanderen. Later in 2011 kwam haar zevende studioalbum uit, getiteld Love?.
In 2012 ging Jennifer Lopez samen met zanger Enrique Iglesias op haar eerste wereldtournee. Op 13 juni 2014 bracht Capitol Records A.K.A. uit, Lopez' achtste studioalbum.

## J.Lo Inc
Naast haar werk als zangeres en actrice is Lopez zakenvrouw. Door haar succesvolle carrière zag ze aan het begin van de 21e eeuw commerciële kansen.

### J.Lo By Jennifer Lopez
In 2001 begon ze een kledinglijn samen met haar man, die later over zou worden genomen door zijn broer. De kledinglijn was vooral bedoeld voor haar fans. De kledinglijn getiteld "J.Lo By Jennifer Lopez" werd gekenmerkt door 'street glamour' (hoe Lopez haar soort kleding noemde). Haar kledinglijn werd door de jaren heen uitgebreid met accessoires als zonnebrillen, hoeden, schoenen, tasjes en horloges. Ook heeft ze naast haar "J.Lo"-winkels in Amerika een winkel in Moskou geopend.

### Madres & Nuyorican Productions
In 2001 opende Jennifer Lopez haar eigen restaurant Madres in Pasadena, Californië. Het restaurant heeft een Spaanse stijl en werd een tijd gemanaged door haar ex-man Ojani Noa. Verder bezit ze haar eigen productiemaatschappij "Nuyorican Productions". Deze heeft onder andere haar eigen films zoals Maid In Manhattan, El Cantante, Bordertown en The Cell geproduceerd. Ook heeft "Nuyorican Productions" de soap South Beach geproduceerd en op 19 januari 2007 was op de Amerikaanse MTV 'Dance Life' te zien. Dit programma volgt een groep individuele dansers om te zien hoe het leven is als danseres.

### Parfums
In 2001 kwam naast de kledinglijn J.Lo by Jennifer Lopez een nieuw parfum van Lopez, genaamd "Glow". Ze zette een trend, want na Glow kwamen onder meer Celine Dion, Beyoncé en Britney Spears met hun eigen parfum. In 2003 lanceerde Lopez een nieuw parfum Still onder het motto dat ze nog steeds gewoon is gebleven. Ook werd er een toepasselijke slogan gebruikt: "In eye of the storm I am still Jennifer Lopez". In 2004 kwam er een andere versie van Glow uit, Miami Glow.
In 2005 kwam Live uit, haar vierde geur. Ze kwam ook weer met een uitbreiding van Glow-lijn met het parfum Love At First Glow en Glow After Dark in 2006. Lopez had in 2006 de start van een uitbreiding van een andere nieuwe parfumlijn genaamd Live. De uitbreiding heette Live Luxe. Lopez legde in een interview uit dat ze redelijk verdient met haar parfums en zo haar eigen projecten kan financieren, zoals haar Spaanse album en films als El Cantante en Bordertown. Hierdoor is ze minder afhankelijk van filmproductiebedrijven, zoals New Line Cinema en platenproductiebedrijven, zoals Lopez' label Epic. Daarom plant Lopez begin 2007 weer een parfum genaamd Deseo (Desire). In totaal heeft ze dan acht verschillende soorten parfums uitgebracht.

### Sweetface
Na de successen van haar eerste kledinglijn en parfums wilde Lopez een nieuwe kledinglijn met hogere prijzen en meer kwaliteit. In 2005 eindigde New York Fashion Week met haar eigen modeshow en presenteerde ze haar nieuwe kledinglijn Sweetface. De modeshow werd groots gehouden in een van de grootste tenten van de New York Fashion Week. Ook werd er een making of van de modeshow uitgezonden door MTV. De modeshow kreeg verschillende goede en slechte kritieken van mode-experts. Maar hij kreeg ook slechte publiciteit door dierenrechtenorganisatie PETA. Die protesteerde tegen het bontgebruik in de kledinglijn.
In de modeweek van New York in 2006 kwam Lopez weer terug met haar kledinglijn Sweetface, dit keer was de modeshow niet zo groots gehouden maar volgens Lopez zelf en vele critici was de kledinglijn met sprongen vooruit gegaan. Vooral door de elegante stijlen uit de jaren 50 en 60. Ook is anno 2007 al het bont verdwenen uit haar kledinglijnen. De JLo By Jennifer Lopez lijn had al geen bont.

## Privéleven
Lopez is vier keer gescheiden. In 1998 eindigde haar eerste huwelijk na minder dan twee jaar. In 2001 trouwde ze met een voormalig achtergronddanser, maar het huwelijk duurde slechts tot 2002. Tussen deze huwelijken had ze relaties met Sean Combs en nachtclubeigenaar Chris Paciello. Na haar tweede huwelijk had ze een relatie met Ben Affleck. Hun geplande huwelijk op 13 september 2003 werd op het laatste moment afgezegd, en in januari 2004 gingen ze definitief uit elkaar.
In juni 2004 trouwde Lopez in het geheim met latinzanger Marc Anthony, met wie ze in 1999 het duet "No Me Ames" opnam voor haar album *On the 6*. De bruiloft zorgde voor controverse omdat Anthony kort daarvoor zijn scheiding van zijn toenmalige vrouw, ex-Miss Universe Dayanara Torres, bekendmaakte. Op 22 februari 2008 kregen Lopez en Anthony een tweeling, een zoon en een dochter. In juli 2011 eindigde hun zevenjarige huwelijk.
In april 2021 beëindigde Lopez een relatie met Alex Rodriguez. Vanaf juli 2021 is ze weer samen met Ben Affleck. In september 2021 verschenen ze samen op de rode loper tijdens het Filmfestival van Venetië, waar de film *The Last Duel* werd vertoond, mede geschreven door Affleck. Op 16 juli 2022 trouwde Lopez met Affleck in Las Vegas. Op 20 augustus 2024 vroeg Lopez een scheiding aan bij de rechter.

## Discografie

### Albums
| Album met eventuele hitnotering(en) in de Nederlandse Album Top 100 | Datum van verschijnen | Datum van binnenkomst | Hoogste positie | Aantal weken | Opmerkingen |
| ------------------------------------------------------------------- | --------------------- | --------------------- | --------------- | ------------ | ----------- |
| On the 6                                                            | 16-06-1999            | 10-07-1999            | 6               | 82           | Platina     |
| J.Lo                                                                | 22-01-2001            | 03-02-2001            | 4               | 69           | Platina     |
| J-to-tha-Lo: The remixes                                            | 2002                  | 23-03-2002            | 5               | 29           | Goud        |
| This is me...then                                                   | 25-11-2002            | 07-12-2002            | 7               | 35           | Goud        |
| Rebirth                                                             | 28-02-2005            | 05-03-2005            | 1(1wk)          | 17           | Goud        |
| Como ama una mujer                                                  | 23-03-2007            | 31-03-2007            | 31              | 7            |             |
| Brave                                                               | 05-10-2007            | 13-10-2007            | 24              | 4            |             |
| Love?                                                               | 29-04-2011            | 07-05-2011            | 18              | 14           | Goud        |
| Dance again...the hits                                              | 20-07-2012            | 28-07-2012            | 17              | 9            | Goud        |
| A.K.A.                                                              | 2014                  | 21-06-2014            | 39              | 2            |             |

| Album met hitnotering(en) in de Vlaamse Ultratop 200 albums | Datum van verschijnen | Datum van binnenkomst | Hoogste positie | Aantal weken | Opmerkingen |
| ----------------------------------------------------------- | --------------------- | --------------------- | --------------- | ------------ | ----------- |
| On the 6                                                    | 1999                  | 17-07-1999            | 10              | 48           |             |
| J.Lo                                                        | 2001                  | 03-02-2001            | 3               | 58           |             |
| J-to-tha-Lo: The remixes                                    | 2002                  | 30-03-2002            | 8               | 26           |             |
| This is me...then                                           | 2002                  | 07-12-2002            | 6               | 18           |             |
| Rebirth                                                     | 2005                  | 05-03-2005            | 4               | 19           |             |
| Como ama una mujer                                          | 2007                  | 07-04-2007            | 30              | 13           |             |
| Brave                                                       | 2007                  | 13-10-2007            | 36              | 7            |             |
| Love?                                                       | 2011                  | 14-05-2011            | 18              | 15           |             |
| Dance again...the hits                                      | 2012                  | 28-07-2012            | 9               | 20           |             |
| A.K.A.                                                      | 2014                  | 28-06-2014            | 38              | 6            |             |

### Singles
| Single met eventuele hitnotering(en) in de Nederlandse Top 40 | Datum van verschijnen | Datum van binnenkomst | Hoogste positie | Aantal weken | Opmerkingen                                                                     |
| ------------------------------------------------------------- | --------------------- | --------------------- | --------------- | ------------ | ------------------------------------------------------------------------------- |
| If you had my love                                            | 11-05-1999            | 03-07-1999            | 1(1wk)          | 13           | Nr. 2 in de Single Top 100 / Alarmschijf                                        |
| Waiting for tonight                                           | 16-11-1999            | 06-11-1999            | 5               | 11           | Nr. 7 in de Single Top 100 / Alarmschijf                                        |
| Feelin' so good                                               | 17-03-2000            | 04-03-2000            | 30              | 6            | met Big Pun & Fat Joe / Nr. 32 in de Single Top 100                             |
| Let's get loud                                                | 10-06-2000            | 17-06-2000            | 2               | 17           | Nr. 3 in de Single Top 100 / Alarmschijf / Goud                                 |
| Love don't cost a thing                                       | 11-12-2000            | 06-01-2001            | 1(2wk)          | 13           | Nr. 1 in de Single Top 100 / Alarmschijf                                        |
| Play                                                          | 10-04-2001            | 21-04-2001            | 7               | 13           | Nr. 12 in de Single Top 100 / Alarmschijf                                       |
| Ain't it funny                                                | 16-07-2001            | 28-07-2001            | 2               | 14           | Nr. 3 in de Single Top 100 / Alarmschijf                                        |
| I'm real                                                      | 30-10-2001            | 10-11-2001            | 3               | 14           | met Ja Rule / Nr. 2 in de Single Top 100                                        |
| Ain't it funny (remix)                                        | 04-03-2002            | 16-03-2002            | 10              | 10           | met Ja Rule & Caddillac Tah / Nr. 7 in de Single Top 100                        |
| I'm gonna be alright                                          | 01-07-2002            | 29-06-2002            | 9               | 20           | met Nas / Nr. 10 in de Single Top 100                                           |
| Jenny from the block                                          | 18-11-2002            | 23-11-2002            | 3               | 13           | met Jadakiss & Styles / Nr. 4 in de Single Top 100 / Alarmschijf                |
| All I Have                                                    | 11-02-2003            | 08-03-2003            | 3               | 11           | met LL Cool J / Nr. 5 in de Single Top 100 / Alarmschijf                        |
| I'm Glad                                                      | 2003                  | 24-05-2003            | 6               | 9            | Nr. 17 in de Single Top 100 / Alarmschijf                                       |
| Get right                                                     | 13-02-2005            | 05-02-2005            | 2               | 12           | Nr. 3 in de Single Top 100 / Alarmschijf                                        |
| Hold you down                                                 | 30-05-2005            | 11-06-2005            | 38              | 3            | met Fat Joe / Nr. 26 in de Single Top 100                                       |
| Control myself                                                | 09-06-2006            | 06-05-2006            | 13              | 6            | met LL Cool J / Nr. 19 in de Single Top 100                                     |
| Qué hiciste                                                   | 23-11-2007            | 03-03-2007            | tip10           | -            |                                                                                 |
| Do it well                                                    | 14-09-2007            | 06-10-2007            | 30              | 4            | Nr. 17 in de Single Top 100                                                     |
| Hold it, don't drop it                                        | 2008                  | 10-11-2008            | tip10           | -            |                                                                                 |
| On the floor                                                  | 24-01-2011            | 19-03-2011            | 7               | 17           | met Pitbull / Nr. 4 in de Single Top 100                                        |
| I'm into you                                                  | 09-05-2011            | 02-07-2011            | 25              | 7            | met Lil Wayne / Nr. 52 in de Single Top 100                                     |
| Papi                                                          | 15-08-2011            | 20-08-2011            | tip7            | -            | Nr. 68 in de Single Top 100                                                     |
| Dance again                                                   | 02-04-2012            | 26-05-2012            | 16              | 13           | met Pitbull / Nr. 19 in de Single Top 100                                       |
| Goin' in                                                      | 18-06-2012            | 18-08-2012            | tip11           | -            | met Flo Rida                                                                    |
| Sweet Spot                                                    | 2013                  | 13-04-2013            | tip8            | -            | met Flo Rida                                                                    |
| We Are One (Ole Ola)                                          | 08-04-2014            | 14-06-2014            | 10              | 11           | met Pitbull & Claudia Leitte / Themanummer WK 2014 / Nr. 9 in de Single Top 100 |
| Try me                                                        | 2015                  | 07-11-2015            | tip7            | -            | met Jason Derülo                                                                |
| Ain't your mama                                               | 2016                  | 16-04-2016            | tip9            | -            | Nr. 63 in de Single Top 100                                                     |
| Marry me                                                      | 2022                  | 05-02-2022            | tip28*          |              | met Maluma                                                                      |

| Single met hitnotering(en) in de Vlaamse Ultratop 50 | Datum van verschijnen | Datum van binnenkomst | Hoogste positie | Aantal weken | Opmerkingen                                                                      |
| ---------------------------------------------------- | --------------------- | --------------------- | --------------- | ------------ | -------------------------------------------------------------------------------- |
| If you had my love                                   | 1999                  | 10-07-1999            | 9               | 14           | Nr. 9 in de Radio 2 Top 30                                                       |
| Waiting for tonight                                  | 1999                  | 06-11-1999            | 15              | 14           | Nr. 15 in de Radio 2 Top 30                                                      |
| Feelin' so good                                      | 2000                  | 01-04-2000            | 42              | 2            | met Big Pun & Fat Joe                                                            |
| Let's get loud                                       | 2000                  | 17-06-2000            | 7               | 15           | Nr. 7 in de Radio 2 Top 30                                                       |
| Love don't cost a thing                              | 2001                  | 20-01-2001            | 7               | 11           | Nr. 7 in de Radio 2 Top 30                                                       |
| Play                                                 | 2001                  | 28-04-2001            | 10              | 12           | Nr. 12 in de Radio 2 Top 30                                                      |
| Ain't it funny                                       | 2001                  | 28-07-2001            | 8               | 15           | Nr. 8 in de Radio 2 Top 30                                                       |
| I'm real                                             | 2001                  | 03-11-2001            | 8               | 18           | met Ja Rule / Nr. 5 in de Radio 2 Top 30                                         |
| Ain't it funny (remix)                               | 2002                  | 23-03-2002            | 16              | 10           | met Ja Rule & Caddillac Tah / Nr. 18 in de Radio 2 Top 30                        |
| I'm gonna be alright                                 | 2002                  | 06-07-2002            | 9               | 12           | met Nas / Nr. 11 in de Radio 2 Top 30                                            |
| Jenny from the block                                 | 2002                  | 30-11-2002            | 7               | 16           | met Jadakiss & Styles / Nr. 4 in de Radio 2 Top 30                               |
| All I have                                           | 2003                  | 22-03-2003            | 18              | 12           | met LL Cool J / Nr. 11 in de Radio 2 Top 30                                      |
| I'm glad                                             | 2003                  | 28-06-2003            | 31              | 5            | Nr. 21 in de Radio 2 Top 30                                                      |
| Get right                                            | 2005                  | 19-02-2005            | 3               | 15           |                                                                                  |
| Hold you down                                        | 2005                  | 18-06-2005            | 44              | 1            | met Fat Joe                                                                      |
| Control myself                                       | 2006                  | 06-05-2006            | 14              | 12           | met LL Cool J                                                                    |
| Qué hiciste                                          | 2007                  | 31-03-2007            | 13              | 14           | Nr. 10 in de Radio 2 Top 30                                                      |
| Do it well                                           | 2007                  | 06-10-2007            | 22              | 10           |                                                                                  |
| On the floor                                         | 2011                  | 05-03-2011            | 1(4wk)          | 23           | met Pitbull / Nr. 2 in de Radio 2 Top 30 / Goud                                  |
| I'm into you                                         | 2011                  | 11-06-2011            | 24              | 12           | met Lil Wayne / Nr. 5 in de Radio 2 Top 30                                       |
| Papi                                                 | 2011                  | 01-10-2011            | 23              | 9            |                                                                                  |
| T.H.E (The hardest ever)                             | 21-11-2011            | 24-11-2011            | tip5            | -            | met Will.i.am & Mick Jagger                                                      |
| Dance again                                          | 2012                  | 14-04-2012            | 7               | 19           | met Pitbull                                                                      |
| Follow the leader                                    | 14-05-2012            | 02-06-2012            | 36              | 10           | met Wisin & Yandel                                                               |
| Goin' in                                             | 2012                  | 11-08-2012            | tip3            | -            | met Flo Rida                                                                     |
| Sweet spot                                           | 2013                  | 27-04-2013            | tip6            | -            | met Flo Rida                                                                     |
| Live It Up                                           | 2013                  | 18-05-2013            | tip2            | -            | met Pitbull                                                                      |
| We are one                                           | 08-04-2014            | 19-04-2014            | 2               | 17           | met Pitbull & Claudia Leitte / Themanummer WK 2014 / Nr. 26 in de Radio 2 Top 30 |
| Booty                                                | 2014                  | 11-10-2014            | 33              | 3            | met Iggy Azalea                                                                  |
| Ain't your mama                                      | 2016                  | 16-04-2016            | tip19           | -            |                                                                                  |
| Ni tú ni yo                                          | 2017                  | 12-08-2017            | tip             | -            | met Gente de Zona                                                                |
| Amor amor amor                                       | 2017                  | 25-11-2017            | tip             | -            | met Wisin                                                                        |
| Dinero                                               | 2018                  | 02-06-2018            | tip             | -            | met DJ Khaled & Cardi B                                                          |

### NPO Radio 2 Top 2000
| Nummer met noteringen in de NPO Radio 2 Top 2000 | '02 | '03  | '04  | '05  | '06-'07 | '08  |
| ------------------------------------------------ | --- | ---- | ---- | ---- | ------- | ---- |
| Let's Get Loud                                   | 535 | 1055 | 1182 | 1507 | -       | 1952 |

1. ↑  Een '-' betekent dat het nummer niet was genoteerd en een vetgedrukt getal geeft de hoogste notering aan.
2. ↑  2002 was het eerste jaar met een notering voor dit nummer.
3. ↑  Deze tabel is bijgewerkt tot en met de laatste editie (2024).

### Dvd's
| Dvd's met hitnoteringen in de DVD Top 30 | Datum van verschijnen' | Datum van binnenkomst | Hoogste positie | Aantal weken | Opmerkingen |
| ---------------------------------------- | ---------------------- | --------------------- | --------------- | ------------ | ----------- |
| Let's get loud                           | 2002                   | 22-03-2002            | 8               | 8            |             |

## Trivia
- In 2013 kreeg Lopez een ster op de Hollywood Walk of Fame.
- Lopez zong een klein stukje van het liedje Venus van Shocking Blue in een reclame voor Venus Embrace.
- Lopez ontving in februari 2007 een onderscheiding van Amnesty International voor haar inzet voor de film "Bordertown" die publiciteit bracht voor de situatie in Juarez Mexico.
- Lopez ontving voor haar kledinglijn 'Sweetface' in 2006 de ACE Icon Award voor haar bijdrage aan de accessoires- en mode-industrie.